# Masa Księżyca
Masa Księżyca (ML) – pozaukładowa jednostka używana w astronomii do określania mas księżyców planet.
1 ML = 7,3477 × 1022 kg (73,477 tryliardów kilogramów)
1 masa Księżyca odpowiada w przybliżeniu:
- 0,0123 masy Ziemi (M⊕)
- 0,0000387 masy Jowisza (MJ)
- 0,000000037 masy Słońca (M⊙)